# Järnvägsarkitekt
Järnvägsarkitekt är en arkitekt, som i huvudsak arbetar med att rita och konstruera stationsbyggnader och andra till ett stationsområde hörande byggnader, samt planering av området kring stationen. Specialområdet benämns "järnvägsarkitektur".
Idag är titeln "järnvägsarkitekt" ovanlig, men då järnvägarna byggdes upp i Sverige, var det vanligt att de olika privatbanorna runt om i landet anlitade en arkitekt, som fick till uppgift att rita samtliga järnvägsstationer längs banan. Varje järnväg ville gärna ha en enhetlig stil längs banan och att byggnaderna fick samma karakteristiska utseende.

## Statens Järnvägars arkitektkontor
Även Statens Järnvägar, SJ, hade speciella järnvägsarkitekter. År 1855 anställdes den förste chefsarkitekten, Adolf W. Edelsvärd. Under hans 40 år i ledningen för Statens Järnvägars arkitektkontor uppfördes inte mindre än 5 725 byggnader vid de av staten byggda huvudlinjerna, därav 297 stationshus.